# 1964年インスブルックオリンピックのフィンランド選手団
1964年インスブルックオリンピックのフィンランド選手団（1964ねんインスブルックオリンピックのフィンランドせんしゅだん）は、1964年1月29日から2月9日までオーストリアのインスブルックで開催された1964年インスブルックオリンピックのフィンランド選手団、およびその競技結果。

## 概要
今大会は金メダル3個、銀メダル4個、銅メダル3個の合計10個のメダルを獲得した。
クロスカントリースキーでは、エーロ・マンティランタが男子15kmと男子30kmを制し2冠を達成した。

## メダル
| メダル | 選手名                                                                            | 競技                   | 種目             |
| ------ | --------------------------------------------------------------------------------- | ---------------------- | ---------------- |
| 金     | エーロ・マンティランタ                                                            | クロスカントリースキー | 男子15km         |
| 金     | エーロ・マンティランタ                                                            | クロスカントリースキー | 男子30km         |
| 金     | ヴェイッコ・カンコネン                                                            | スキージャンプ         | 男子70m級        |
| 銀     | ヴェイノ・フータラ アルト・ティアイネン カレヴィ・ラウリラ エーロ・マンティランタ | クロスカントリースキー | 男子4×10kmリレー |
| 銀     | ミルヤ・レートネン                                                                | クロスカントリースキー | 女子5km          |
| 銀     | ヴェイッコ・カンコネン                                                            | スキージャンプ         | 男子90m級        |
| 銀     | カイヤ・ムストーネン                                                              | スピードスケート       | 女子1500m        |
| 銅     | アルト・ティアイネン                                                              | クロスカントリースキー | 男子50km         |
| 銅     | セニヤ・プスラ トイニ・ポイスチ ミルヤ・レートネン                                | クロスカントリースキー | 女子3×5kmリレー  |
| 銅     | カイヤ・ムストーネン                                                              | スピードスケート       | 女子1000m        |